# Бойенс, Эндрю
Эндрю Виктор Бойенс (англ. Andrew Victor Boyens; 18 сентября 1983, Данидин) — новозеландский футболист, центральный защитник. Выступал за сборную Новой Зеландии, участник чемпионата мира 2010 года.

## Клубная карьера
Футбольную карьеру Бойенс начал в полупрофессиональных новозеландских клубах «Данидин Текникал» и «Отаго Юнайтед».
Во время обучения в Университете Нью-Мексико в 2004—2006 годах Бойенс играл за университетскую футбольную команду в Национальной ассоциации студенческого спорта.
На Супердрафте MLS 2007 Бойенс был выбран в первом раунде под 10-м номером клубом «Торонто». Его профессиональный дебют состоялся 7 апреля 2007 года в матче стартового тура сезона против «Чивас США». 2 июля 2007 года в матче против «Колорадо Рэпидз» он забил свой первый гол в MLS. В апреле 2008 года канадский клуб отчислил новозеландца.
В мае 2008 года Бойенс подписал контракт с клубом «Нью-Йорк Ред Буллз». Дебютировал за ньюйоркцев 17 мая 2008 года в матче против «Канзас-Сити Уизардс». 28 января 2011 года в «Нью-Йорк Ред Буллз» объявили, что Бойенс не входит в их планы на сезон 2011.
9 февраля 2011 года Бойенс подписал контракт с клубом «Чивас США». За лос-анджелесский клуб дебютировал 2 апреля 2011 года в матче против «Торонто». 29 мая 2011 года в матче против «Коламбус Крю» забил свой первый гол за «Чивас». По окончании сезона 2011 «Чивас США» не продлил контракт с Бойенсом и выставил его на Драфт возвращений.
Во втором этапе Драфта возвращений MLS 2011, состоявшемся 12 декабря 2011 года, Бойенс был выбран клубом «Лос-Анджелес Гэлакси». Был подписан 30 января 2012 года. За свой второй лос-анджелесский клуб дебютировал 7 марта 2012 года в первом матче 1/4 финала Лиги чемпионов КОНКАКАФ 2011/12 против «Торонто». По окончании сезона 2012 «Лос-Анджелес Гэлакси» не продлил контракт с Бойенсом и он вновь оказался на Драфте возвращений, но в этот раз остался не выбранным.
Проработав некоторое время в академии «Лос-Анджелес Гэлакси», в 2013 году Бойенс вернулся в Новую Зеландию.

## Национальная сборная
В национальной сборной Эндрю Бойенс дебютировал 26 мая 2007 года в товарищеском матче со сборной Уэльса. Всего за сборную он провёл 19 матчей. Бойенс принимал участие в составе Новой Зеландии в чемпионате мира 2010.